# Ruth Olvera Nieto
Ruth Olvera Nieto (Ecatepec de Morelos, estado de México, 23 de enero de 1963) es una política mexicana, que ha sido integrante del Partido Acción Nacional (PAN), el Partido de la Revolución Democrática (PRD) y el partido Movimiento Regeneración Nacional (Morena). Ha sido diputada federal, y presidente municipal de Tlalnepantla de Baz y de Atizapán de Zaragoza.

## Biografía
Es licenciada en Administración de Empresas Turísticas. Fue miembro del PAN desde 1981, proviniendo de una familia con varios miembros destacados en la militancia de dicho partido: su tío Amado Olvera Castillo, sus primos Edgar Olvera Higuera y Gabriela Olvera Higuera y su hermano Felipe Olvera Nieto. Así mismo, fue pareja del también político panista Rubén Mendoza Ayala.
En el PAN del estado de México fue consejera estatal y nacional, oficial mayor y miembro del comité estatal en varias ocasiones, así como del comité municipal en Tlalnepantla de Baz. Fue candidata a diputada federal en 1985 sin lograr el triunfo, y de nuevo en 1988, en que logró el triunfo por el Distrito 33 del estado de México a la LIV Legislatura de dicho año al de 1991.
En las elecciones del estado de México de 1996 fue candidata a presidente municipal de Tlalnepantla, siendo elegida para el periodo de dicho al de 2000. Fue la primera presidente municipal de Tlalnepantla postulada por un partido diferente al Partido Revolucionario Institucional (PRI), situación que ocurrió también en otros municipios aledaños.
Renunció a la militancia en el PAN en 2015 al estar en desacuerdo con la selección de candidatos del partido y se unió al PRD, que en las elecciones estatales de ese año la postuló como candidata a presidente municipal de Tlalnepantla. Los resultados electorales la colocaron en tercer lugar de las preferencias, tras la candidata del PRI y el candidato del PAN.
En 2018 renunció al PRD y se unió a Morena, que el mismo año la postula como su candidata a la presidencia municipal de Atizapán de Zaragoza, en la elección constitucional logró el triunfo, derrotando a la candidata del PAN que buscaba la reelcción, Ana María Balderas Trejo y asumió la alcaldía el 1 de enero de 2019 para el periodo que terminaba en misma fecha de 2021.
El 14 de abril de 2021 recibió licencia a la presidencia municipal para volver a ser candidata de Morena al cargo, buscando la reelección al siguiente periodo constitucional. Postulada por la coalición Juntos Hacemos Historia, fue derrotada en la elección por su opositor de la coalición Va por el Estado de México, Pedro Rodríguez Villegas.